# Edwin Enríquez
Edwin Enríquez (Cobán, 4 de junio de 1983) es un futbolista guatemalteco. Juega como defensa central en el Deportivo Iztapa de la Liga Nacional de Guatemala.

## Clubes
| Club                                   | País      | Año         |
| -------------------------------------- | --------- | ----------- |
| Club Social y Deportivo Carchá         | Guatemala | 2003 - 2006 |
| Cobán Imperial                         | Guatemala | 2006 - 2008 |
| Club Social y Deportivo Comunicaciones | Guatemala | 2008 - 2011 |
| Deportivo Zacapa                       | Guatemala | 2011 - 2012 |
| Xelaju Mario Camposeco                 | Guatemala | 2012 - 2013 |
| Deportivo Iztapa                       | Guatemala | 2013        |

### Campeonatos nacionales
| Título                               | Club                                   | País      | Año  |
| ------------------------------------ | -------------------------------------- | --------- | ---- |
| Liga Nacional de Fútbol de Guatemala | Club Social y Deportivo Comunicaciones | Guatemala | 2010 |
| Liga Nacional de Fútbol de Guatemala | Club Social y Deportivo Comunicaciones | Guatemala | 2011 |

- Datos: Q5820060